# 蔣一驄
蔣一驄（？—？），號頌平，浙江紹興府余姚县人，軍籍，明朝政治人物。

## 生平
萬曆二十五年（1597年）丁酉科浙江乡试六十四名舉人，萬曆二十九年（1601年）辛丑科進士，刑部觀政，初授福建崇安县知县，三十七年擢兵部武选司主事，三十八年丁憂。四十一年補禮部精膳司主事，四十二年調吏部验封司主事，歴升至考功司郎中。天启元年以贪横状被山西道御史李九官參劾罢官。天啓五年起江西布政司理问，六年升升行人司左司副，六年九月升尚宝司司丞。七年正月升光禄寺少卿管寺丞事。七月任山西主考官，晉大理寺右少卿。崇禎元年（1628年）正月，升太常寺卿，八月以疾免官。

## 家族
曾祖蔣栻，封兵部主事。祖父蔣坎，嘉靖壬辰進士。父蔣劝誠，庠生。